# آوای-ان-شاتلرو
آوای-ان-شاتلرو (به فرانسوی: Availles-en-Châtellerault) یک کمون در فرانسه است که در canton of Vouneuil-sur-Vienne واقع شده‌است. آوای-ان-شاتلرو ۱۵٫۴۶ کیلومتر مربع مساحت دارد ۷۰ متر بالاتر از سطح دریا واقع شده‌است.